# Jim Staples
Pour les articles homonymes, voir Staples (homonymie).
Pas d'image ? Cliquez ici

a Compétitions nationales et continentales officielles uniquement.

b Matchs officiels uniquement.
Dernière mise à jour le 27 juin 2016.
 James (Jim) Edward Staples, est né le 20 octobre 1965 à Londres, dans le quartier de Bermondsey (Angleterre). C’est un ancien joueur de rugby à XV qui a évolué avec l'équipe d'Irlande au poste d’arrière (1,88 m pour 87 kg).

## Carrière
Il a joué pour le Connacht, les London Irish et les Harlequins.
Il a disputé son premier test match, le 16 février 1991 contre l'équipe du Pays de Galles. Son dernier test match fut contre l'équipe d'Écosse, le 1er mars 1997.
Il a disputé les quatre matchs de son équipe en coupe du monde 1991 et un match de la coupe du monde 1995.

## Palmarès
- 26 sélections en équipe nationale
- Sélections par années : 9 en 1991, 5 en 1992, 5 en 1995, 4 en 1996, 3 en 1997
- Tournois des Cinq Nations disputés: 1991, 1992, 1995, 1996, 1997